# Anon Sangsanoi
Anon Sangsanoi (thail. อานนท์ สังสระน้อย; Nakhon Ratchasima, 1º marzo 1984) è un calciatore thailandese, attaccante.

## Carriera

### Club
Sangsanoi cominciò la carriera con la maglia del Nakhon Ratchasima, per poi passare al Bangkok North Central. Si trasferì successivamente al BEC Tero Sasana, dove vinse la classifica marcatori della Thai Premier League per due anni consecutivi, nel 2008 e nel 2009. Nel 2011, passò al Muangthong United.

### Nazionale
Conta 9 presenze per la Thailandia.